# Tegowanu Kulon
Tegowanu Kulon is een bestuurslaag in het regentschap Grobogan van de provincie Midden-Java, Indonesië. Tegowanu Kulon telt 4325 inwoners (volkstelling 2010).